# 铁甲水库
铁甲水库是中国辽宁省丹东市东港市境内的一座水库，位于柳条河上，建于1961年。水库正常库容为23400万立方米。